# Centropyge fisheri

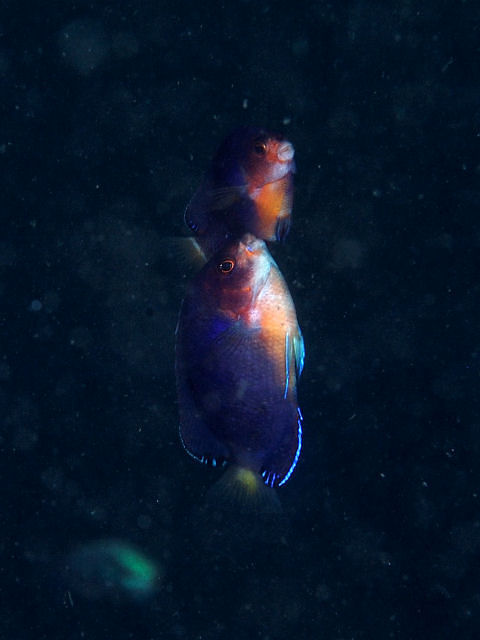
Pareja de C. fisheri, probablemente en ceremonia de desove

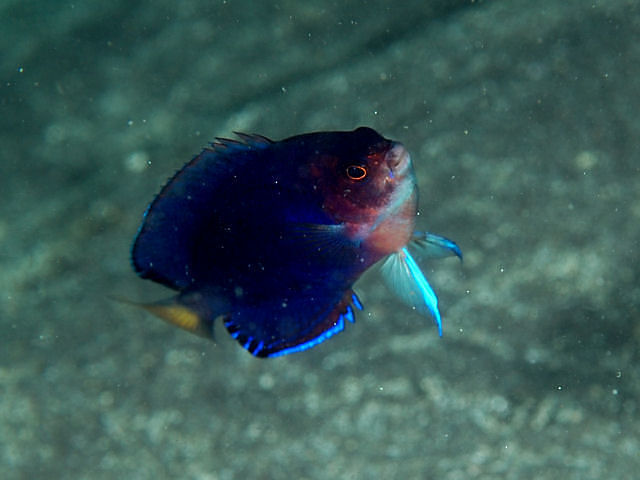
Ejemplar macho de C. fisheri

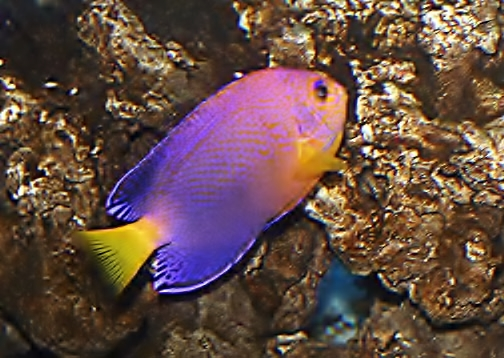
Ejemplar de C. fisheri en Samoa Americana

El pez ángel enano Centropyge fisheri es un pez marino, de la familia de los Pomacanthidae. 
Es una especie ampliamente distribuida, común, y con poblaciones estables en su rango de distribución geográfica.

## Morfología
Posee la morfología típica de su género, cuerpo ovalado y comprimido lateralmente, y aletas redondeadas. La coloración es marrón anaranjado en la cabeza y cuello. El cuerpo y las aletas dorsal y anal son azul oscuro, casi negro. La aleta caudal es casi transparente, con una tonalidad amarilla, y los márgenes dorsal y ventral más oscuros. Los bordes de la aleta anal y las aletas pélvicas son azul eléctrico claro.
Alcanza los 7.5 cm de largo.

## Hábitat y comportamiento
Especie asociada a arrecifes y clasificada como no migratoria.
Su rango de profundidad está entre 10 y 95 metros, aunque más usualmente se localiza hacia los 24 m.
Son bento-pelágicos, y suelen encontrarse en fondos coralinos de canales, y laderas de arrecifes, así como en fondos con escombros.
Ocurre a menudo en pequeños grupos perdidos, en arrecifes interiores, sobre parches coralinos, compartiendo hábitat con peces damisela y lábridos.

## Distribución geográfica
Se distribuye en el océano Índico y en el Pacífico, siendo especie nativa de Australia; Bangladés; Birmania; Camboya; islas Cook; Estados Unidos (Hawái, isla Johnston, isla Baker e isla Line); Filipinas; Fiyi; India (Andaman Is.); Indonesia; Japón; Kenia; Kiribati (Phoenix Is.); Malasia; Maldivas; islas Marianas del Norte; Islas Marshall; Mauritius; Micronesia; Nauru; isla Navidad; Nueva Caledonia; Niue; Palaos; Papúa Nueva Guinea; Polinesia; Samoa; Singapur; islas Salomón; Somalia; Sri Lanka; Taiwán; Tanzania; Tailandia; Tokelau; Tonga; Tuvalu; Vanuatu y Vietnam.

## Alimentación
Es herbívoro, aunque se nutre también de ascidias y pólipos de corales duros.

## Reproducción
Aunque no se dispone de información específica sobre su reproducción, como todo el género, son ovíparos, de fertilización externa, y no cuidan sus alevines.
Todas las especies de Centropyge estudiadas al respecto hasta la fecha, son hermafroditas protoginicas, esto significa que todos nacen hembras, y a un dado momento, se transforman en machos. Se organizan en harenes de un macho y varias hembras.
Las hembras se sitúan en un afloramiento coralino, u otra prominencia similar del territorio, y permanecen allí durante todo el periodo de desove. Los machos recorren el territorio rodeando y precipitándose varias veces sobre cada hembra. La ceremonia continúa ascendiendo ambos, para, a continuación, situarse el macho bajo la hembra, en una posición de su cabeza de 45° en relación con el vientre de la hembra. El macho sitúa su boca justo encima del orificio genital de la hembra, y a continuación, ambos ascienden de 10 a 50 cm, uniendo sus orificios genitales y desovando juntos los huevos y el esperma durante 2 a 18 segundos. Produciéndose así la fertilización.